# Socialistický svaz pracujících Jugoslávie

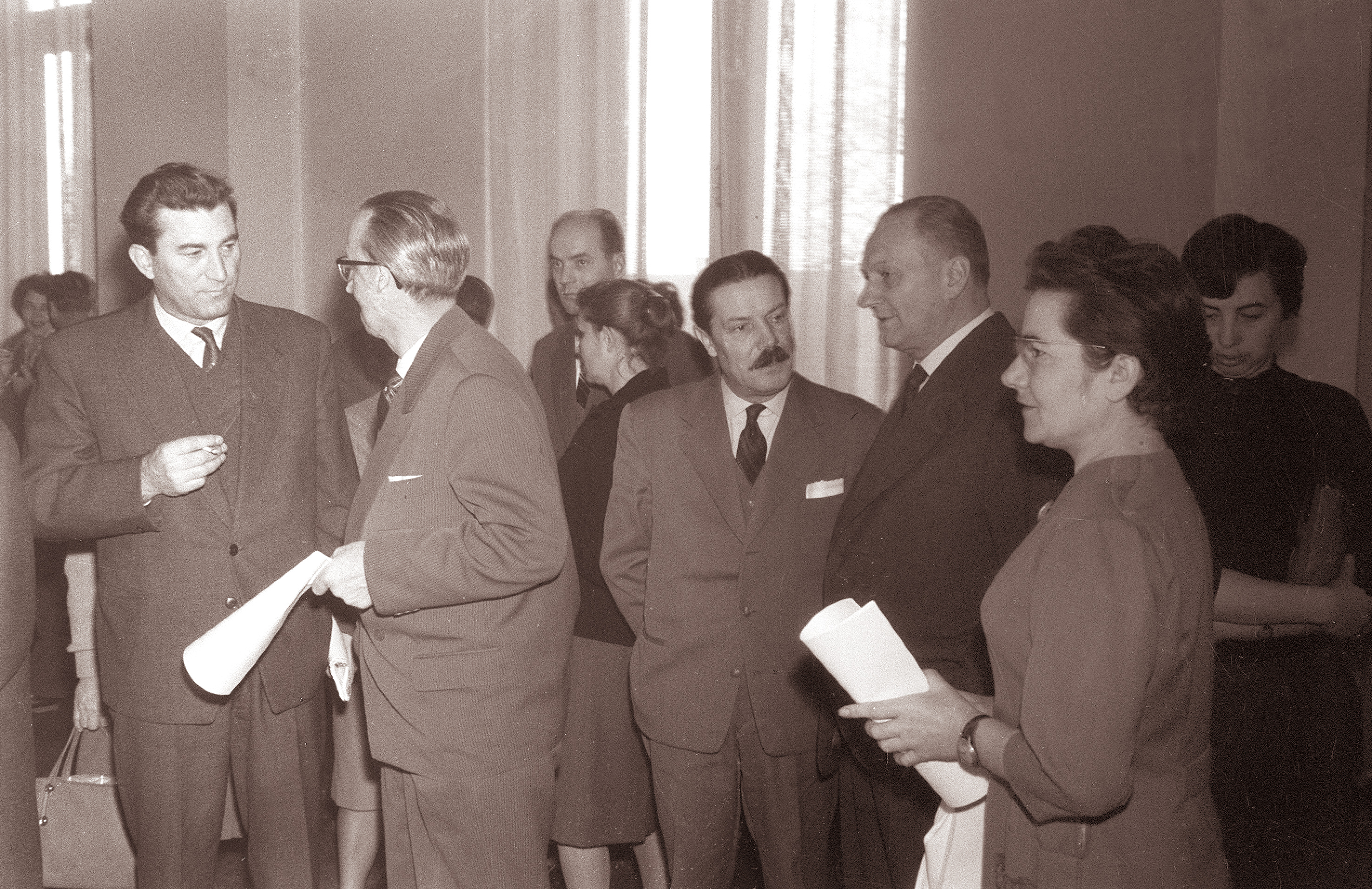
Delegáti v roce 1952

Socialistický svaz pracujících Jugoslávie (srbochorvatsky v latince Socijalistički savez radnog naroda Jugoslavije, v cyrilici Социјалистички савез радног народа Југославије, slovinsky Socialistična zveza delovnega ljudstva Jugoslavije, makedonsky Социјалистички сојуз на работниот народ на Југославија, SSRNJ) byla největší společensko-politická organizace v socialistické Jugoslávii. Založena byla v roce 1945 jako Národní fronta Jugoslávie (Narodni front Jugoslavije), pod vlivem mocenské roztržky Stalina s Titem pak roku 1953 natrvalo změnila název. SSRNJ fungoval až do roku 1990, kdy došlo k faktickému rozpadu Svazu komunistů Jugoslávie i svazové ústředí této organizace, načež v souvislosti s demokratickou transformací došlo k zániku i jeho republikových poboček. V Srbsku byl například Svaz pracujících Srbska sloučen se Svazem komunistů Srbska, který se posléze transformoval do Socialistické strany Srbska.
Cílem této organizace bylo zapojit co nejvíce lidí do aktivit Svazu komunistů Jugoslávie, a to bez toho, aniž by dotyční vstupovali do politické strany. Tím byl SSRNJ atraktivnější pro více občanů země; sám svaz pracujících měl 13 milionů členů (více než polovina obyvatel SFRJ). Plnou politickou kontrolu nad Svazem pracujícího lidu měl Svaz komunistů ₋ jediná politická strana v zemi ₋ který jej využíval také k mobilizaci občanů během významných událostí; ať to již bylo například Chorvatské jaro, nebo kosovská krize. Svaz vznikl integrací zbytků politických stran a organizací, které působily v Jugoslávii ještě před vypuknutím druhé světové války, a které se nekompromitovaly s nacistickou okupací.
Jugoslávská ústava z roku 1974 vyhrazovala pro SSRNJ řadu činností. Mezi ně patřila například nominace kandidátů v komunálních volbách, dohled nad procesem voleb a vykonávání různých politik. Členy organizace se mohli stát jak jednotlivci, tak i zájmové skupiny.
Organizační členění SSRNJ bylo vytvořeno podle vzoru Svazu komunistů, kdy existovalo rozdělení Svazu podle jednotlivých republik i autonomních oblastí. Vrcholný orgán byl vícečlenný. Přestože politici ze Svazu komunistů Jugoslávie nesměli zastávat funkce v SSRNJ, do značné míry jej jako jednotlivci ovlivňovali. Od roku 1953 byl navíc kladen důraz na slabší propojení mezi Svazem komunistů Jugoslávie a SSRNJ.